# 閉圖像定理
閉圖像定理是數學中泛函分析的一條定理。

## 敘述
設{\displaystyle X}，{\displaystyle Y}為巴拿赫空間，{\displaystyle T:X\to Y}為線性算子。定義{\displaystyle T}的圖像為{\displaystyle X\times Y}的子空間
{\displaystyle \Gamma (T)=\{(x,T(x))\in X\times Y\vert x\in X\}}。
賦予{\displaystyle X\times Y}範數{\displaystyle \|(x,y)\|_{X\times Y}=\|x\|_{X}+\|y\|_{Y}}，使得{\displaystyle X\times Y}成為巴拿赫空間。那麼，這定理指{\displaystyle T}是連續的（與有界等價）當且僅當{\displaystyle \Gamma (T)}在{\displaystyle X\times Y}內是閉集。

## 證明
閉圖像定理可以從開映射定理推導出來。
{\displaystyle \Gamma (T)}是閉集的充分必要條件是如果序列{\displaystyle \{(x_{n},y_{n})\}_{n}\subset \Gamma (T)}（即對任意{\displaystyle n}有{\displaystyle y_{n}=T(x_{n})}），而{\displaystyle (x_{n},y_{n})\to (x,y)}，那麼{\displaystyle (x,y)\in \Gamma (T)}，{\displaystyle y=T(x)}。如果{\displaystyle T}是連續的，從連續性立刻可知{\displaystyle \Gamma (T)}是閉集，因為連續性是更強的條件：如果{\displaystyle x_{n}\to x}，則{\displaystyle T(x_{n})\to T(x)}。
如果{\displaystyle \Gamma (T)}是閉集，可以在{\displaystyle \Gamma (T)}定義線性算子
{\displaystyle \pi _{1}:\Gamma (T)\to X,\ (x,y)\mapsto x}，
{\displaystyle \pi _{2}:\Gamma (T)\to Y,\ (x,y)\mapsto y}。
顯然{\displaystyle \|\pi _{2}(x,y)\|_{Y}=\|y\|_{Y}\leq \|(x,y)\|_{X\times Y}}，因此{\displaystyle \pi _{2}}是有界算子。
{\displaystyle \Gamma (T)}是巴拿赫空間{\displaystyle X\times Y}中的閉子空間，所以{\displaystyle \Gamma (T)}是巴拿赫空間。{\displaystyle X}也是巴拿赫空間，{\displaystyle \pi _{1}}是雙射，從而由開映射定理的系可知，其逆{\displaystyle \pi _{1}^{-1}:X\to \Gamma (T)}為有界算子。
因為{\displaystyle T=\pi _{2}\circ \pi _{1}^{-1}}，故{\displaystyle T}也是有界的。

## 推論
從這定理可得出黑林格-特普利茨定理──希爾伯特空間上處處定義的對稱線性算子是有界的。